# Lygistopterus
Lygistopterus es un género de escarabajos de alas de red perteneciente a la familia Lycidae. Existen alrededor de 11 especies descritas en Lygistopterus. Ocurre simpátricamente con los géneros Lucaina y Caloptognatha en la región Neártica.

## Especies
Estas 11 especies pertenecen al género Lygistopterus :
- Lygistopterus anorachilus Ragusa, 1883
- Lygistopterus bajacalifornicus Zaragoza-Caballero, 2003
- Lygistopterus chamelensis Zaragoza-Caballero, 2003
- Lygistopterus chiapensis Zaragoza-Caballero, 2003
- Lygistopterus chihuahuensis Zaragoza-Caballero, 2003
- Lygistopterus guerrerensis Zaragoza-Caballero, 2003
- Lygistopterus huautlaensis Zaragoza-Caballero, 2003
- Lygistopterus ignitus
- Lygistopterus jalisiensis Zaragoza-Caballero, 2003
- Lygistopterus morelensis Zaragoza-Caballero, 2003
- Lygistopterus rubripennis LeConte, 1875
- Lygistopterus sanguineus (Lineo, 1758)